# فرنسيس رو
فرنسيس رو (20 مارس 1908 كان فرنسا - ) هو لاعب كرة قدم فرنسي، يلعب كحارس مرمى.